# Gílio Felício
Gílio Felício (ur. 11 listopada 1949 w Sério) – brazylijski duchowny rzymskokatolicki, w latach 2003–2018 biskup Bagé.

## Życiorys
Święcenia kapłańskie przyjął 11 listopada 1979 i został inkardynowany do diecezji Santa Cruz do Sul. Był m.in. rektorem niższego seminarium oraz wikariuszem generalnym diecezji.
21 stycznia 1998 został mianowany biskupem pomocniczym São Salvador da Bahia ze stolicą tytularną Illiberi. Sakry biskupiej udzielił mu 3 maja tegoż roku kard. Lucas Moreira Neves.
11 grudnia 2002 papież Jan Paweł II mianował go biskupem Bagé. Ingres odbył się 9 marca 2003.
6 czerwca 2018 ze względu na stan zdrowia zrezygnował z urzędu.